# Кромщино
Кромщино — железнодорожная станция (населённый пункт) в Пензенском районе Пензенской области России. Входит в состав Краснопольского сельсовета.

## География
Станция находится в центральной части Пензенской области, в пределах Приволжской возвышенности, в лесостепной зоне, при железнодорожной линии Ртищево — Пенза, к югу от автодороги Р158, на расстоянии примерно 17 километров (по прямой) к северо-западу от села Кондоль, административного центра района. Абсолютная высота — 236 метров над уровнем моря.

### Климат
Климат характеризуется как умеренно континентальный, с умеренно холодной продолжительной зимой и относительно тёплым летом. Средняя температура воздуха самого тёплого месяца (июля) — 18,8 °C (абсолютный максимум — 40 °C); самого холодного (января) — −13 — −12 °C (абсолютный минимум — −47 °C). Безморозный период длится от 117 до 133 дней. Среднегодовое количество атмосферных осадков варьируется от 467 до 604 мм, из которых большая часть выпадает в тёплый период.

### Часовой пояс
Железнодорожная станция Кромщино, как и вся Пензенская область, находится в часовой зоне МСК (московское время). Смещение применяемого времени относительно UTC составляет +3:00.

## Население
| 2010 |
| ---- |
| 119  |

### Национальный состав
Согласно результатам переписи 2002 года, в национальной структуре населения русские составляли 84 % из 163 чел.